# 비엘라 혜성
비엘라 혜성(영어: Biela's Comet 또는 Comet Biela, 정식 명칭 3D/비엘라)는 목성족 단주기 혜성으로, 1772년 몽테뉴와 메시에가 처음 기록하였고, 1826년 빌헬름 본 비엘라가 주기 혜성임을 확인하였다. 비엘라 혜성은 1852년 두 조각으로 분해되는 것이 관측된 이후 모습을 보이지 않고 있다. 따라서 현재 혜성은 분해되었다고 여겨지고 있으며, 잔재들은 안드로메다자리 유성우로서 살아 있다.

## 발견
혜성은 1772년 쟈크 레이박스 몽테뉴와 샤를 메시에가 각각 독립적으로 발견하였다. 1805년에도 장 퐁스가 혜성을 발견했지만, 1772년의 혜성과 같은 천체라고는 생각하지 못했다. 1805년 이후 가우스와 베셀은 궤도를 계산하려고 시도했지만, 1805년의 혜성과 1772년 혜성 사이의 관계를 입증하지는 못했다.

## 주기 혜성 확인
요세포프 요새에서 근무하던 군인 빌헬름 본 비엘라는 1826년 2월 27일 혜성이 접근한 것을 보고 궤도를 계산하였고, 주기 6.6년의 단주기 혜성임을 알아내었다. 당시에는 비엘라 혜성이 핼리 혜성과 엥케 혜성에 이어, 오로지 3개밖에 발견되지 않았던 주기 혜성 중 하나였다. 혜성의 이름은 비엘라의 이름을 땄으며, 이후 갬버트와 토마스 클로센 또한 독립적으로 혜성이 주기 혜성이라는 것을 밝혔다는 것이 알려져 논란이 되기도 하였다.
혜성은 1832년 9월 24일, 예상되었던 것처럼 관측되었다. 혜성의 궤도 요소는 올버스가 계산하였는데, 이 때 10월 29일 혜성의 코마가 지구의 궤도를 지나갈 것으로 보여 눈길을 끌었다. 하지만 프랑수아 아르고가 대중들의 공포심을 잠재우기 위해 발표한 기사처럼, 지구 자신은 11월 30일이 되도록 코마가 지나간 지점에 도달하지 못한다. 이럼에도 불구하고, 당시 비엘라 혜성은 지구의 궤도와 만나는 유일한 혜성이었으므로 19세기의 천문학자와 일반 사람들 모두의 관심을 끌었다.
1839년에 혜성은 거의 보이지 않았고, 어떠한 관측도 행해지지 못했다.

## 분해
혜성은 1845년 11월 26일 프란체스코 데 비코가 다시 발견하였다. 혜성은 뿌연 성운 모양으로 관측되었는데, 이는 혜성에 어떠한 현상이 생겼다는 것을 시사했다. 1846년 1월 14일에 혜성을 관측하였던 매류 모리는 혜성과 비슷한 천체가 혜성 북쪽 1 분각 지점에 있음을 발견하였다. 이 사실이 발표된 이후 많은 천문학자들이 혜성을 관측하기 시작하였고, 밝기가 거의 비슷한 두 천체("혜성 A"와 "혜성 B")가 태양을 향해 꼬리를 평행하게 늘어트리고 있는 것을 발견하였다. 몇몇 천문학자들은 혜성 파편이 더 있을 것이라 여기고 혜성 주변을 관측하였지만, 새로 발견된 파편은 없었다. 다른 파편이 존재하더라도 밝기가 낮아 관측되지 못한 것으로 추정된다.

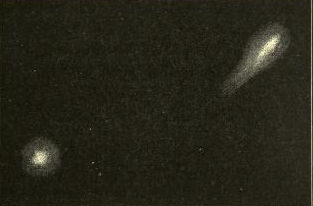
안젤로 세키가 그린 1852년 비엘라 혜성의 두 부분.

1852년에는 예측되었던 것보다 혜성이 더 일찍/더 늦게 발견되었다. "혜성 A"는 8월 26일 안젤로 세키가 발견했으며, "혜성 B"는 9월 16일 발견되었다. 이전처럼 두 혜성의 밝기는 비슷하였다. "혜성 A"는 9월 26일, "B"는 9월 29일 마지막으로 관측되었다. 두 혜성의 궤도를 계산함으로서 두 혜성이 1845년 접근 500일 전쯤 분해되었을 것이라고 추측되었고, 그 후의 연구에서는 1842년 원일점 근처에서 분해되었을 것이라고 추정하고 있다.

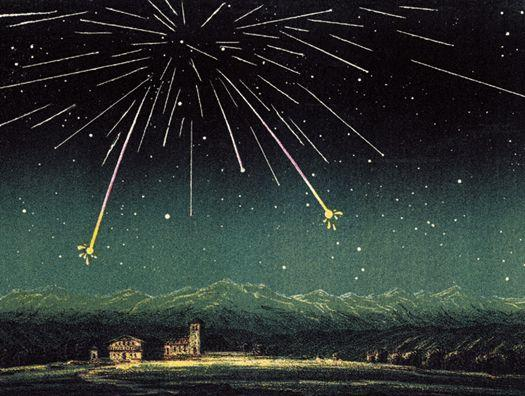
1872년 11얼 27일 밤 안드로메다자리 유성우의 모습.

두 혜성 모두 이후의 근접일인 1859년, 1865년, 1872년에 관측되지 못했다. 하지만 1872년 11월 27일, 거대한 유성우(시간당 3천 개)가 9월 즈음에 혜성이 나타날 것이라고 예상되었던 지점에서 쏟아져 내렸다. 11월 27일은 지구가 혜성의 궤도와 만날 때의 위치이다. 이 유성우는 안드로메다자리 유성우 또는 비엘라 유성우로 불리며, 비엘라 혜성으로 인하여 형성되었다고 추측된다. 유성우는 19세기 내내 매우 밝게 보였지만, 지금은 어두워진 상태이다.

## 탐색 및 관측
결정적이지 못한 관측들이 1865년과 1872년에 있었다. 찰스 탈마지는 존 하인드의 계산을 통하여 1865년 11월에 혜성이 있을 것으로 추정되는 위치에서 성운 모양의 천체를 관측했다. 제임스 북킹햄 또한 하인드의 계산을 통하여 1865년에 성운 모양 천체를 관측했다. 하지만 하인드는 두 천체가 계산보다 더 가까이 붙어 있다는 점에서 비엘라 혜성이 아니라고 확인하였다. 확인하기 어려운 관측 중 하나로, 1872년 말에 포그슨이 관측했던 포그슨 혜성 또한 비엘라 혜성의 잔재로 추정되었지만, 이후 아닐 가능성이 높아졌다.
혜성이 분해된 것이 관측되었음에도 불구하고, 20세기 말에 혜성을 찾으려는 시도가 있었다. 브라이언 마즈든과 즈데넥 세카니나는 코후테크 혜성을 발견하였던 방법을 이용하여 혜성 조각의 궤도를 계산하려고 시도하였다. 계산에 따르면, 총 혜성의 질량보다 안드로메다자리 유성우에 남아 있는 질량은 여전히 매우 적고, 따라서 거대한 질량 손실이 1845년 접근 전에 일어나서 조각이 아직 "비활동 상태의 혜성"으로 남아있을 수 있었다.
비엘라 혜성이나 그 잔재들을 확인하려는 시도는 몇 번 있었다. 독일의 천문학자 카를 리스텐파르트는 비엘라 혜성과 매우 비슷한 궤도를 도는 18D/퍼라인-무르코스 혜성과 비엘라 혜성과의 관계를 입증하려고 시도하였다. 이러한 노력에도 불구하고, 퍼라인-무르코스 혜성과의 아무런 관계를 찾아내지 못했다. 2001년에 NEAT 소행성 탐사를 통해 발견된 혜성 207P/NEAT (P/2001 J1) 또한 비엘라 혜성과 비슷한 궤도를 돌고 있었고, 비엘라 혜성과 어떠한 관계가 있을 것이라는 추측이 제기되었다.

## 운석 충돌

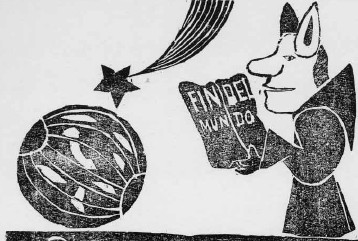
비엘라 혜성은 지구에 접근할 때마다 지구에 극심한 공포를 안겨 주었다. 1877년 칠레의 신문에 실린 그림으로, 기사는 "지구와 비엘라 혜성 간의 필연적인 충돌"이라는 제목을 달고 있다.

비엘라 혜성은 지구의 운석 충돌의 원인 중 하나로 제기되기도 하였다.
시카고 대화재와 페시티고 화재 등 미국에서 일어난 몇 번의 대화재를 비엘라 혜성이 지구에 낙하하여 생긴 것으로 설명하는 이론도 있었다. 이 이론은 1883년 이그나티우스 도넬리가 처음 제기하였으며, 1985년 출판된 책을 통해 다시 살아났고 2004년의 미출판 논문에서 이에 관련된 추가적인 연구를 진행하였다. 하지만, 전문가들은 이 이론에 동의하지 않았는데, 운석이 지구 표면에 닿는 그 순간에는 사실 운석은 매우 차가운 상태이고, 화재가 운석에 의해 시작되었다는 보고는 어디에서도 없었기 때문이며, 혜성의 최대 인장 강도가 낮다는 점에서 얼음질로 구성된 혜성이 지구로 돌진할 때는 대기권 상부에서 분해되어 퉁구스카 폭발사건처럼 될 가능성이 높기 때문이다.
1885년 11월 27일, 시간당 15,000개의 안드로메다자리 유성우가 진행 중일 때 멕시코 북부에 철질 운석이 낙하하였다. 이 "마자필 운석"은 비엘라 혜성의 일부로 생각되었지만, 1950년대 들어 혜성에서 철을 만들 수 있을 정도의 행성 분화가 일어났을 것이라고 믿기 어렵다는 사유로 주목받지 못했다.